# دستگاه‌ها را تنظیم کن به سمت قلب خورشید
«دستگاه‌ها را تنظیم کن به سمت قلب خورشید» (به انگلیسی: Set the Controls for the Heart of the Sun) نام یک آهنگ از گروه انگلیسی پراگرسیو راک پینک فلوید است که در آلبوم دومشان، یک نعلبکی رمز و راز، قرار گرفته‌است.
این آهنگ توسط نوازندهٔ گیتاربیس گروه راجر واترز نوشته شده‌است و اشعارش برگرفته از یک کتاب شعر چینی است، درامر گروه نیک میسن در این آهنگ از تیمپانی استفاده می‌کند. این آهنگ به‌طور منظم در بین سال‌های ۱۹۶۷ تا ۱۹۷۳ در کنسرت‌ها اجرا می‌شد و می‌توان آن را در بخش زنده آلبوم اوماگوما شنید، و همچنین می‌توان آن را در فیلمی که گروه در سال ۱۹۷۲ با نام زنده در پمپئی منتشر کرد مشاهده نمود. این آهنگ در آلبومِ گردآوری شدهٔ پژواک‌ها: بهترین‌های پینک فلوید نیز قرار گرفته‌است که در سال ۲۰۰۱ منتشر شده‌است.
برطبق مصاحبه‌ای که در سال ۲۰۰۶ با دیوید گیلمور در مستندی بانام کدامتان پینک است؟ انجام شد، در این آهنگ سید برت و دیوید گیلمور هردو به نواختن گیتار می‌پردازند و از این رو تنها آهنگی است که هرپنج عضوِ پینک فلوید در آن حضور دارند، درحالی که بسیاری از شنوندگان آهنگ نمی‌توانند به‌طور کامل صدای گیتار را تشخیص دهند و صدای گیتار زیر صدای کیبورد ریچارد رایت قابل شنیدن نیست.

## سایر نسخه‌ها
- پینک فلوید این آهنگ را مابین سال‌های ۱۹۶۷ تا ۱۹۷۳ در تورهای خود اجرا کرد. سال‌های ۱۹۸۴/۸۵ و از ۱۹۹۹ تاکنون نیز واترز این آهنگ را در تورهایش اجرا می‌کند.
- در دو ویرایش زنده از آهنگ، که در بخش زندهٔ آلبوم اوماگوما و فیلم زنده در پمپئی قرار دارد؛ در میانه‌های آهنگ، از درام استفاده نمی‌شود و آهنگ به صورت چشمگیری بسط داده شده‌است.
- یک ویرایش از آهنگ شامل تکنوازی ساکسوفون است، این ویرایش در آلبومِ زندهٔ بشخصه - زنده، از واترز قرار دارد (در فیلم/کنسرتی به همین نام نیز موجود است).

## دست‌اندرکاران
- ریچارد رایت - ارگ فرفیسا، ویبرافون
- راجر واترز - گیتار بیس، خواننده
- نیک میسن - درام تیمپانی
- سید برت - گیتار
- دیوید گیلمور - گیتار

## برخی بازخوانی‌ها
- گروه پراگرسیو متال او.اس.آی در اولین آلبوم خود با نام او.اس. آی این آهنگ را کاور کرده‌است.
- ویرایشی دیگر از این آهنگ توسط گروه دث دوم متال اسرائیلی سالم کاورشده‌است.
- گروه بلک متال ۱۳۴۹ در آلبوم Revelations of the Black Flame این آهنگ را کاور کرده‌است.